# Hortus Canalius
Hortus Canalius (abreviado Hort. Canal.) es un libro con ilustraciones y descripciones botánicas que fue escrito por el botánico, y pteridólogo austriaco Ignaz Friedrich Tausch y publicado en Praga en 2 partes en los años 1823-1825.